# Desa Karangjambu (administrativ by i Indonesien, lat -7,63, long 109,61)
Desa Karangjambu är en administrativ by i Indonesien.   Den ligger i provinsen Jawa Tengah, i den västra delen av landet, 300 km sydost om huvudstaden Jakarta.